# سانکت یاکوب ایم روزنتال
سانکت یاکوب ایم روزنتال (به آلمانی: Sankt Jakob im Rosental) یک منطقهٔ مسکونی در اتریش است که در ناحیه فیلاخ-لاند واقع شده‌است. سانکت یاکوب ایم روزنتال ۴٬۴۶۵ نفر جمعیت دارد.